# Broughty Castle

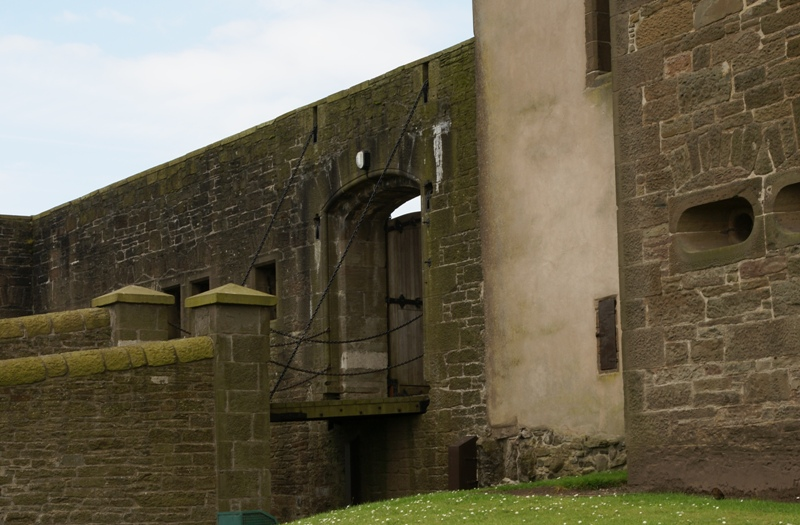
Ophaalbrug.

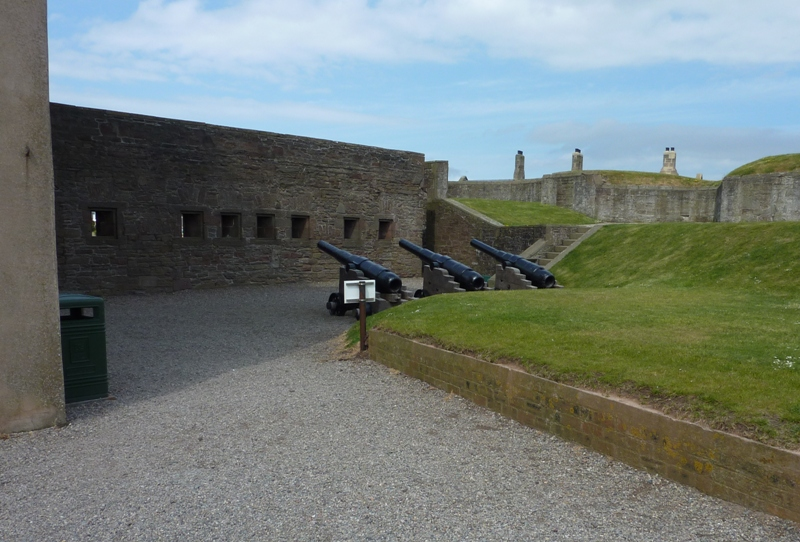
Binnenplaats met de drie 19e-eeuwse kanonnen van het type Rifled Breach Loaders.

Broughty Castle is een van oorsprong vijftiende-eeuws kasteel, dat in de negentiende eeuw werd veranderd in een artilleriefort. Het kasteel is gelegen in Broughty Ferry aan de Tay in de Schotse regio Dundee.

## Geschiedenis
In 1454 kreeg de vierde graaf van Angus toestemming van Jacobus II van Schotland om een versterking te bouwen op de plaats waar later Broughty Castle verrees.
Broughty Castle werd gebouwd door de familie Gray in de jaren negentig van de vijftiende eeuw. De tweede Lord Gray bouwde de oude donjon, die nog deel uitmaakt van het huidige kasteel. In 1496 was de toren gereed.
Tijdens de Engelse invasie van Schotland in de periode 1547-1550 leverde Patrick, vierde Lord Gray, het kasteel over aan de Engelsen. Vanuit Broughty Castle en vanuit het fort op Balgillo Hill teisterden de Engelsen Dundee. In 1550 bestormden de Schotten met Franse hulp het kasteel en namen het in. Drie jaar eerder was het de Schotten niet gelukt; het kasteel werd toen wel beschadigd. Het kasteel was hierna nog compleet genoeg om door Hamilton, Hertog van Chatelherault, bezet te worden voor Mary, Queen of Scots tot 1571. Daarna werd de schade gerepareerd en werd het kasteel wederom bewoond door de familie Gray. Rond 1650 was deze familie koningsgezind. Dit was de aanleiding voor generaal George Monck om het kasteel in 1651 in te nemen voor Oliver Cromwell. Alexander Leslie, graaf van Leven, werd er gevangen gehouden.
In 1821 was Broughty Castle reeds vervallen tot een dakloze ruïne. In 1851 kocht de War Office het kasteel en liet het vergroten en van binnen drastisch veranderen. Er werden onder andere plaatsen aangebracht waar artillerie kon worden opgesteld. Tot 1932 werd het kasteel door het leger gebruikt, en vervolgens opnieuw rondom de Tweede Wereldoorlog van 1939 tot 1949.
In 1969 werd het kasteel ingericht als museum voor de walvisvaart en visserij en voor wapens en harnassen.

## Bouw
Broughty Castle bestaat uit een vijftiende-eeuwse donjon van vijf verdiepingen, staande op de noordelijke oever van de Tay. De borstwering is in een latere periode voorzien van mezekouwen. In de muur van de toren bevindt zich in een hoek een trap die bovenaan eindigt in een rechthoekige verdieping met een frontaal.
In de negentiende eeuw is het kasteel drastisch gewijzigd, waarbij artillerieopstellingen werden toegevoegd. De aangebouwde vleugel stamt eveneens uit de negentiende eeuw. Op de binnenplaats van het kasteel staan anno 2009 nog drie originele kanonnen van het type Rifled Breach Loaders, ontworpen door Sir William Armstrong, en gegoten tussen 1859 en 1866. De kanonnen werden in 1989 ontdekt in de havenpier, waar ze als bolders werden gebruikt. In het jaar erna werden ze eruit gehaald en hersteld.

## Beheer
Broughty Castle wordt beheerd door Historic Environment Scotland. Het Dundee City Council beheert het museum dat in het kasteel is ingericht.